# Gwaʼsala
Les Gwa'sala sont l'un des principaux groupes des peuples Kwakwaka'wakw, maintenant rejoints par les 'Nak'waxda'xw dans le gouvernement des Nations Gwa'sala-'Nakwaxda'xw. Leur territoire traditionnel se situe autour du Smith Sound et du Smith Inlet, tandis que ceux des 'Nakwaxda'xw se trouvent à Blunden Harbour, plus au sud, dans la partie nord du détroit de la Reine-Charlotte.